# サイトカイン
サイトカイン (cytokine) は、細胞から分泌される低分子のタンパク質で生理活性物質の総称。生理活性蛋白質とも呼ばれ、細胞間相互作用に関与し周囲の細胞に影響を与える。放出する細胞によって作用は変わるが、詳細な働きは解明途中である。

## サイトカインとは
細胞シグナリングにおいて重要な小さい蛋白質（およそ5 – 20 kDa）であり、広範かつ緩やかな分類概念である。細胞からのサイトカイン分泌は周囲の細胞の行動に影響する。サイトカインはオートクリン、パラクリン、および内分泌のシグナリングに免疫調節因子として関与するといえる。サイトカインのホルモンとの明確な違いについては現在研究途上にある。サイトカインにはケモカイン、インターフェロン、インターロイキン、リンホカイン、および腫瘍壊死因子が含まれる一方、例えばエリスロポエチンのように多少の用語上の重複があるものの、一般的にはホルモンと成長因子は含まれない。サイトカインは多様な細胞により産生される。それにはマクロファージ、Bリンパ球、Tリンパ球、肥満細胞といった免疫細胞のほかに内皮細胞、線維芽細胞、各種の間葉系細胞をも含む。したがって、ある1つのサイトカインが多種類の細胞により産生されることがありうる。
サイトカインは受容体を介して働き、免疫系において殊の外重要である。たとえば、サイトカインは液性免疫と細胞性免疫のバランスを調節し、ある特定の細胞集団の成熟、成長、および反応性を制御する。ある種のサイトカインは他のサイトカインの作用を複雑な方法で増進または抑制する。
ホルモンもやはり重要な細胞シグナリング分子であるが、サイトカインは一般にホルモンとは異なる。ホルモンは特定の臓器の内分泌腺より血中に分泌され、比較的一定の範囲の濃度に保たれる。
サイトカインは健康・病気いずれの状態においても重要であり、感染への宿主応答、免疫応答、炎症、外傷、敗血症、がん、生殖における重要性が特記される。
用語の由来は cyto-（ギリシア語で細胞を意味する κύτος, kytos）＋kine（ギリシア語で運動を意味する κινεῖν, kīnein）。

### 分類
以下のような分類がされる。
1. インターロイキン(IL)
2. 造血因子(CSF, EPO, TPO）
3. インターフェロン(IFN)
4. 腫瘍壊死因子(TNF)
5. 増殖因子
6. 増殖因子(EGF, FGF, PDGF)
7. ケモカイン(IL-8)

### 受容体（レセプター）
構造上類似しているものがあり、ファミリーが形成される。
- a クラス I（ヘモポイエチンレセプター）：IL-2〜7, 9, 11〜13, 15. GM-CSF, G-CSF, EPO, TPO, LIF, OSM, CNTF, GH, leptin.
- b クラス II：インターフェロン、IL-10.
- c Fas/TNFR：TNF, FasL, CD40L
- d セリン/スレオニンキナーゼ：TGF-b, activin, inhibin.
- e チロシンキナーゼ：EGF, PDGF, FGF, M-CSF, SCF.
- f ケモカイン：IL-8, IL-16, Eotaxin, RANTES.
- g TLR/IL-1R：IL-1, bacteria

## 発見
最初に見つかったのはI型インターフェロンであるインターフェロン・アルファ (IFN-α) で、1954年に長野泰一らがウイルス干渉因子として発見したものが最初の報告とされる。ただし、インターフェロンの名は、アリック・アイザックスらが1957年に同様の因子を独自に発見したときに名付けたものであり、これが最初の発見とする研究者もいる。II型インターフェロンであるインターフェロン・ガンマ (IFN-γ) は1965年に記述された。マクロファージ遊走阻止因子 (MIF) の発見は1966年に2つのグループにより同時に報告された。
1969年、ダドリー・デュモンド (Dudley DuMonde) が、これらの分子がいずれも広義の白血球（リンパ球、単球、マクロファージを含む）によって産生されることに着目し、「リンフォカイン」（lymphokine: リンパ球を意味する接頭語 lympho- とギリシア語で「動く」を意味する kinein からの造語）と総称することを提案した。その後、白血球の種類によって産生する分子に違いが見られることから、特にリンパ球系の細胞が産生するものは「リンフォカイン」、単球系（単球とマクロファージ）が産生するものは「モノカイン」（monokine: mono- は単球を意味する monocyte に由来）と総称されるようになった。
1974年、スタンリー・コーエンらはウイルスの感染した線維芽細胞がMIFを産生することを発表し、この蛋白の産生が免疫系細胞に限定されないことを示した。ここからコーエンは「サイトカイン」の語を提唱した。

## 一般的性質
サイトカインは質量 8 – 30 kDa ほどで、ピコモーラー (pmol/L) 程度の低濃度で生理活性を示す。
サイトカインは細胞表面の膜上にある受容体（それ自体がチロシンキナーゼまたはチロシンキナーゼと共役するものが多い）に結合して働き、それぞれに特有の細胞内シグナル伝達経路の引き金を引き、結果的には細胞に生化学的あるいは形態的な変化をもたらす。

## 医学との関係
サイトカインは多機能的、つまり単一のサイトカインが標的細胞の状態によって異なる効果をもたらす。例えば免疫応答に対して促進と抑制の両作用をもつサイトカインがいくつか知られている。
またサイトカインは他のサイトカインの発現を調節する働きをもち、連鎖的反応（サイトカインカスケード）を起こすことが多い。このカスケードに含まれるサイトカインとそれを産生する細胞は相互作用して複雑なサイトカインネットワークを作る。たとえば炎症応答では白血球がサイトカインを放出しそれがリンパ球を誘引して血管壁を透過させ炎症部位に誘導する。またサイトカインの遊離により、創傷治癒カスケードの引き金が引かれる。
サイトカインはまた脳卒中における血液の再還流による組織へのダメージにも関与する。さらに臨床的にはサイトカインの精神症状への影響（抑うつ）も指摘されている。
サイトカインの過剰産生（サイトカインストームと呼ばれる）は致死的であり、スペインかぜやトリインフルエンザによる死亡原因と考えられていたこともある。この場合サイトカインは免疫系による感染症への防御反応として産生されるのだが、それが過剰なレベルになると気道閉塞や多臓器不全を引き起こす（アレルギー反応と似ている）。これらの疾患では免疫系の活発な反応がサイトカインの過剰産生に繋がるため、若くて健康な人が却って罹患しやすいとされる。しかしスペインかぜで死亡したロシア兵士の遺体をシベリアの永久凍土から掘り出し、RNAを用いて当時のままのウイルスを複製して行った動物実験により、スペイン・インフルエンザで若年者が多く死亡した原因はサイトカインストームであるという説は否定されている。またトリインフルエンザによる死亡にサイトカインストームが深く関わっているという明確な証拠もまだ発見されていない。

## 種類
サイトカインはすでに数百種類が発見され、今日も発見が続いている。機能的には次のように分けられる（ただし重複するものも多い）。
- インターロイキン (Interleukin (IL); インターリューキン)：白血球が分泌し免疫系の調節に機能する。現在30種以上が知られる。
- 同様に免疫系調節に関与するもので、リンパ球が分泌するものをリンフォカインという。また単球やマクロファージが分泌するものをモノカインということもある。
- ケモカイン (chemokine)：白血球の遊走を誘導する。
- インターフェロン（Interferon; IFN）：ウイルス増殖阻止や細胞増殖抑制の機能を持ち、免疫系でも重要である。
- 造血因子：血球の分化・増殖を促進する。コロニー刺激因子（Coloney-Stimulating Factor (CSF)：マクロファージを刺激）、顆粒球コロニー刺激因子（Granulocyte- (G-)CSF）、エリスロポエチン（Erythropoietin (EPO)：赤血球を刺激）などがある。
- 細胞増殖因子：特定の細胞に対して増殖を促進する。上皮成長因子（Epidermal Growth Factor (EGF)）、線維芽細胞成長因子（Fibroblast Growth Factor (FGF)）、血小板由来成長因子（Platelet-Derived Growth Factor (PDGF)）、肝細胞成長因子（Hepatocyto Growth Factor (HGF)）、トランスフォーミング成長因子（TGF）などがある。
- 細胞傷害因子：腫瘍壊死因子（TNF-α）やリンフォトキシン（TNF-β）など、細胞にアポトーシスを誘発する。これらは構造的にも互いに類似しTNFスーパーファミリーと呼ばれる。
- アディポカイン：脂肪組織から分泌されるレプチン、TNF-αなどで、食欲や脂質代謝の調節に関わる。
- 神経栄養因子：神経成長因子(NGF)など、神経細胞の成長を促進する。

また構造的な類似から、多くのインターロイキンやCSF、G-CSF、EPOなどをまとめてI型サイトカイン、インターフェロンやIL-10などをII型サイトカインともいう。
- コペンハーゲン大学医学部の教授 Bente Klarlund Pederson により命名されたマイオカイン (Myokine) と呼ばれる運動因子誘発型インターロイキン6の一種が、最近になって成長ホルモンを増量させる効果があると言われるようになってきた。